# دوقلوهای شهوت‌ران
دوقلوهای شهوت‌ران (ایتالیایی: La gemella erotica) یک فیلم اروتیک به کارگردانی آلبرتو کاوالونه است که در سال ۱۹۸۰ منتشر شد و یک نسخه هاردکور دارد.